# Kapel van het Kindje Jezus van Praag
De Kapel van het Kindje Jezus van Praag is een kapel in het dorp Heel in de Nederlandse gemeente Maasgouw. De kapel staat aan de zuidrand van het dorp nabij de Sleijebeek en de straat Schoolhof, op het terrein van het voormalige klooster Huize Sint-Anna.
Op ongeveer 450 meter naar het noordoosten staat de Mariakapel en op ongeveer 600 meter naar het zuidoosten staat de Onze-Lieve-Vrouw-van-Rustkapel. Aan de noordrand van het dorp staat de Sint-Hubertuskapel.
De kapel is gewijd aan het Kindje Jezus van Praag.
Voor de kapel bevinden zich twee gemetselde stenen zitbanken, uitgevoerd in bruine natuurstenen die ook gebruikt zijn voor de Sint-Annakerk.

## Geschiedenis
In 1628 kregen de ongeschoeide karmelieten in Praag een beeldje geschonken van het Goddelijk kindje Jezus, waarna er verering van het beeldje plaatsvond.
In 1938 stichtten de karmelietessen in Beek een nieuw Karmelietessenklooster, waarvan de eerste overste de verering van het Kindje Jezus van Praag propageerde.
In 1938 werden ook de zusters van St. Anna in Heel door de eerste overste uit Beek beïnvloed en bouwden op hun terrein een kapel gewijd aan het Kindje Jezus van Praag. Op 4 oktober 1938 werd de kapel ingezegend.
In 2021 werd de kapel door Heemkring Heel opgeknapt.

## Gebouw
De bakstenen kapel is opgetrokken op een rechthoekig plattegrond en wordt gedenkt door een verzonken zadeldak met leien. Het basement is onbeschilderd, erboven zijn de gevels wit geschilderd. De frontgevel en achtergevel steken links en rechts uit en hebben een gebogen daklijst. In de frontgevel bevindt zich de rondboogvormige toegang van de kapel die wordt afgesloten met een spijlenhek.
Van binnen is de kapel wit gestuukt en tegen de achterwand is het altaar gemetseld van roodoranje bakstenen. In de voorzijde van het altaar is een gedenksteen ingemetseld met daarin de tekst:

GODDELIJK KINDJE JEZUS
ZEGEN ONS
4 OCT. 1938

Op het altaar staat het beeldje van Jezus en toont hem met kroon, terwijl hij zijn rechterhand zegenend opheft en in zijn linkerhand een wereldbol vasthoudt.